# Woodland Hills (Los Angeles)
Woodland Hills és un districte occidental de Los Angeles, Califòrnia, Estats Units. Està ubicat a la zona sud-occidental de la Vall de San Fernando i està rodejada per Calabasas a l'est, Tarzana a l'oest, i West Hills, Canoga Park, i Winnetka al nord. La carretera Route 101 (la carretera de Ventura) passa per Woodland Hills i Ventura Boulevard comença al mateix Woodland Hills.